# Équations de Friedmann

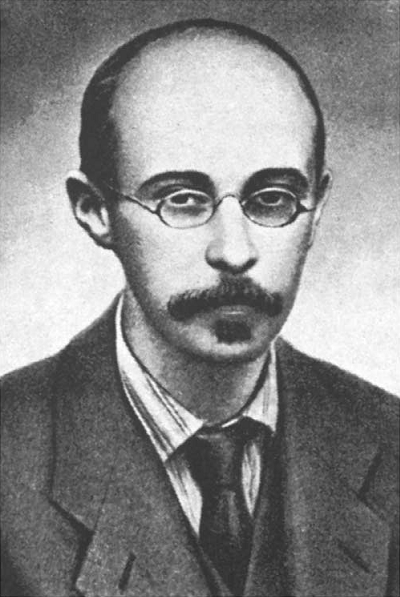
Alexander Friedmann.

Les équations de Friedmann-Lemaître sont les équations de la relativité générale (appelées équations d'Einstein) écrites dans le contexte d'un modèle cosmologique homogène et isotrope, ce dernier étant représenté par une métrique de Robertson-Walker. Elles régissent donc l'évolution du taux d'expansion de l'Univers et par suite de la distance entre deux astres lointains (le facteur d'échelle) et en fonction du temps appelé dans ce contexte temps cosmique. L'évolution de ces quantités est déterminée par les propriétés du contenu matériel de l'Univers (rayonnement, atomes, matière noire, constante cosmologique, etc.), et éventuellement par la théorie de la gravitation considérée ; il est en effet possible de remplacer la relativité générale par une autre théorie relativiste de la gravitation. Il peut par exemple s'agir d'une théorie tenseur-scalaire. Une autre façon de changer le modèle est de considérer la relativité générale standard mais dans un univers possédant une ou plusieurs dimensions supplémentaires. C'est le cas des modèles de cosmologie branaire.
Les équations de Friedmann-Lemaître sont le fondement de la quasi-totalité des modèles cosmologiques, dont le Big Bang.

## Histoire
Les éponymes des équations de Friedmann-Lemaître sont le physicien russe Alexandre Friedmann (1888-1925) et le physicien belge Georges Lemaître (1884-1966). Friedmann est le premier des deux à les avoir proposées : d'abord dans un article, paru en 1922 et relatif au cas des espaces à courbure spatiale positive ; puis dans un article, paru en 1924 et plus général, incluant le cas d'une courbure spatiale négative. Peu de temps après Friedmann et indépendamment de celui-ci, Lemaître retrouve ces équations qu'il publie, en 1927, et interprète sans ambiguïté le phénomène d'expansion qu'elles impliquent et prédisant ou expliquant la loi de Hubble avant que celle-ci ne soit découverte en 1929. Auparavant, en 1917, Albert Einstein les a écrites dans le cas particulier d'un univers statique, ainsi que Willem de Sitter dans le cas d'un univers vide de matière, mais avec une constante cosmologique. La métrique de l'espace-temps et sa forme générale sont trouvées et présentées sous une forme unifiée par Howard P. Robertson en 1929, puis indépendamment par Arthur G. Walker en 1936. Pour toutes ces raisons, le type de modèle cosmologique décrit par ces équations est appelé univers de Friedmann-Lemaître-Robertson-Walker (abrégé en FLRW).
Bien que Friedmann et Lemaître soient considérés comme les codécouvreurs des équations, le nom de Lemaître est souvent omis. En particulier, d'une part, l'expression « équation de Friedmann » (au singulier) est employée pour désigner une des deux équations, à savoir : {\displaystyle H^{2}=\left({\dot {a}}/a\right)^{2}} ; et, d'autre part, l'expression « équations de Friedmann » (au pluriel) est employée pour désigner les deux équations dans le cas {\displaystyle \Lambda =0}. L'ordre des noms est rarement inversé et celui de Friedmann est plus rarement omis que celui de Lemaître.

## Les deux équations de Friedmann-Lemaître
Les équations des Friedmann-Lemaître sont un ensemble de deux,, équations exprimant l'évolution du facteur d'échelle cosmologique {\displaystyle a(t)} en fonction du temps cosmologique {\displaystyle t}, et décrivant l'expansion de l'Univers. La première relie le taux d'expansion ou paramètre de Hubble H = ȧ/a, la courbure spatiale K = k/a et le facteur d'échelle {\displaystyle a} à la densité volumique de masse ρ; la seconde relie la pression P à la dérivée temporelle du taux d'expansion. La variable de temps utilisée est le temps cosmique, qui correspond essentiellement au temps mesuré sur Terre. Dans le cadre de la relativité générale, ces deux équations s'écrivent :
{\displaystyle 3\left({\frac {H^{2}}{c^{2}}}+{\frac {K}{a^{2}}}\right)={\frac {8\pi G}{c^{2}}}\rho },
{\displaystyle -2{\frac {\dot {H}}{c^{2}}}-3{\frac {H^{2}}{c^{2}}}-{\frac {K}{a^{2}}}={\frac {8\pi G}{c^{4}}}P},
où G est la constante de Newton et c la vitesse de la lumière (la quantité 8πG/c4 est parfois appelée constante d'Einstein). Ces deux équations ne sont pas indépendantes : la seconde s'obtient en prenant la dérivée temporelle de la première, et en utilisant le principe des équations de conservation appliqué à la conservation de l'énergie, reliant la dérivée de la densité d'énergie à la pression. Quand on considère une extension de la relativité générale ou une autre théorie, ces équations sont modifiées. Pour cette raison, l'expression « équation de Friedmann » est parfois employée au singulier, auquel cas la seule équation considérée est la première.
Il peut arriver (par exemple dans les modèles à dimensions supplémentaires) qu'elles ne soient plus conséquences l'une de l'autre. Dans les autres cas, il est possible de combiner les deux équations de façon à modifier la seconde, soit pour ne faire apparaître qu'une certaine combinaison de la pression et de la densité d'énergie dans le membre de droite, soit pour ne faire apparaître que la dérivée seconde du facteur d'échelle dans le membre de gauche (voir paragraphe ci-dessous). Il est également possible d'effectuer un changement de variable pour utiliser le temps conforme plutôt que le temps cosmique. La résolution de ces équations s'effectue une fois la dépendance de la densité d'énergie et de la pression par rapport au temps ou au facteur d'échelle connus. Certaines solutions exactes sont connues.
Dans le cadre du modèle standard de la cosmologie (modèle Big Bang), l'allure générale du facteur d'échelle a(t) en fonction de la courbure spatiale K et de la constante cosmologique Λ est connue.

## Quelques solutions particulières
Quand le membre de droite ne comporte qu'une seule espèce, et en l'absence de courbure spatiale, les équations de Friedmann peuvent être résolues sans difficulté. En présence de plusieurs types de matière et/ou de courbure, des solutions analytiques exactes peuvent parfois être trouvées. Dans les autres cas, une résolution numérique des équations se fait sans difficulté.

### Univers de poussière
Quand l'Univers est empli de matière non relativiste (c'est-à-dire dont la pression est négligeable, d'où le terme de « poussière »), la densité d'énergie décroît uniquement du fait de la dilution due à l'expansion. On parle aussi d'ère de la matière. Pour un univers de densité critique, appelé univers d'Einstein-de Sitter, le facteur d'échelle évolue alors selon la loi
{\displaystyle a(t)=a_{0}\left({\frac {t}{t_{0}}}\right)^{\frac {2}{3}}},
les quantités a0 et t0 correspondant au facteur d'échelle et au temps évalués à une époque de référence donnée. De plus, l'âge de l'Univers à cette époque, t0 se déduit du taux d'expansion à la même époque par
{\displaystyle t_{0}={\frac {2}{3}}{\frac {1}{H_{0}}}}.
Une telle solution est appelée, pour des raisons historiques univers d'Einstein-de Sitter, bien que ces derniers ne soient pas les premiers à avoir exhibé cette solution.
Dans un tel modèle, l'univers est donc plus jeune que le temps de Hubble. Les premières déterminations de Hubble (quelque 520 kilomètres par seconde et par mégaparsec)  étaient erronées par suite de mauvais étalonnage sur les Céphéides (il en existe de deux types !) ce qui conduisait à un âge de l'univers autour de 2 milliards d'années (!) bien plus jeunes que les espèces déjà vivant sur Terre.  Cet âge étant significativement inférieur à l'âge estimé de nombreux objets astrophysiques (certaines étoiles, naines blanches, et la Voie lactée dans son ensemble), il est considéré qu'un tel univers de poussière ne peut correspondre à l'univers observable, ce qui est une des indications parmi d'autres de l'existence de l'énergie noire (voir ci-dessous).
On peut consulter utilement les récents articles qui résument l'évolution de la constante de Hubble, tenant compte de plusieurs générations d'expériences. Actuellement, d'après les résultats de WMAP (2003), la valeur mesurée de la constante de Hubble est donnée 70,1 ± 1,3  kilomètres par seconde et par mégaparsec, correspondant à un âge de 13,7 ± 1%  milliards d'années. Il est aussi à noter que la dépendance du facteur d'échelle par rapport au temps est telle que sa dérivée seconde est négative, ce qui correspond à une phase d'expansion décélérée, compatible avec l'intuition que la nature attractive de la gravité a tendance à ralentir le mouvement d'expansion. Les observations, en particulier celle des supernovae de type Ia, suggèrent que la phase actuelle d'expansion est accélérée, ce qui est une autre indication de la nécessité de la présence d'énergie noire. Il est par contre certain que l'univers a connu par le passé une phase où son expansion était dominée par de la matière non relativiste, car c'est la seule époque où le mécanisme d'instabilité gravitationnelle peut se produire.

### Univers de radiation
Quand l'Univers est empli de matière relativiste ou de radiation (ère radiative), la densité d'énergie ρr décroît plus vite que précédemment car en plus de la dilution due à l'expansion, l'énergie des particules individuelles décroît avec l'expansion (ce n'est rien d'autre que l'effet de décalage vers le rouge). La densité décroissant plus vite, le taux d'expansion décroît également plus vite, et l'expansion décélère plus rapidement que dans le cas d'un univers de poussière. Le facteur d'échelle évolue selon la loi
{\displaystyle a=a_{0}\left({\frac {t}{t_{0}}}\right)^{\frac {1}{2}}}.
L'âge de l'univers dans un tel modèle s'écrit alors
{\displaystyle t_{0}={\frac {1}{2}}{\frac {1}{H_{0}}}}.
Comme dans le cas de l'Univers de poussière, l'expansion est décélérée et l'âge donné par ce modèle ne peut correspondre aux observations. Ce modèle correspond par contre bien aux époques reculées de l'histoire de l'Univers, quand la quasi-totalité de la matière était sous forme relativiste. En particulier l'époque de la nucléosynthèse s'est produite quand la densité d'énergie était majoritairement due à de la matière relativiste, hypothèse que l'on teste directement par la mesure de l'abondance des éléments légers. D'autres indications du fait que l'Univers a connu une période dominée par la radiation est l'existence du fond diffus cosmologique.

### Constante cosmologique
Une constante cosmologique peut s'interpréter comme une forme de matière de densité d'énergie constante et de pression exactement opposée à celle-ci. Quand la densité d'énergie est positive, les équations de Friedmann admettent, en l'absence de courbure spatiale, la solution exponentielle
{\displaystyle a\propto e^{H_{0}t}},
le paramètre de Hubble étant constant au cours du temps. La domination de la constante cosmologique est l'ère de l'énergie noire.
Un tel modèle représente un univers éternel, sans commencement ni fin. C'est l'univers de de Sitter, obéissant au principe cosmologique parfait. Il existe une autre configuration donnant lieu à la même dynamique de l'expansion : les deux formes de matière sont alors de la matière ordinaire non relativiste, et une forme de matière extrêmement exotique, appelée champ C, responsable d'une création continue de matière compensant exactement la dilution due à l'expansion. C'est la base de la théorie de l'état stationnaire, aujourd'hui abandonnée en raison de l'absence totale de motivation théorique ou observationnelle du champ C. Enfin, en présence d'un champ scalaire, celui-ci peut, temporairement se comporter de façon extrêmement semblable à une constante cosmologique, comportement qu'il peut par la suite abandonner. Ainsi, il est possible que sous l'effet d'un tel champ scalaire, l'expansion de l'Univers connaisse une phase exponentielle. C'est la base des modèles d'inflation cosmique qui prédisent l'existence d'une telle phase à une époque très reculée de l'histoire de l'Univers.

### Équation d'état constante
Tant que la pression est proportionnelle à la densité, avec une constante de proportionnalité constante, on peut résoudre les équations de Friedmann. On note w le rapport de la pression à la densité, 
{\displaystyle w={\frac {P}{\rho }}}.
Pour toute forme de matière raisonnable, le facteur w est compris entre -1 et 1. Le cas où w est inférieur à -1 correspond à ce qui est appelé énergie fantôme, une forme d'énergie extrêmement spéculative donnant lieu à un scénario cosmologique étrange, le Big Rip. Les cas où w vaut 0, 1/3, -1 correspondent respectivement aux cas de la poussière, la radiation et de la constante cosmologique. Quand w est différent de -1, on obtient
{\displaystyle a=a_{0}\left({\frac {3(1+w)}{2}}H_{0}|t|\right)^{\frac {2}{3(1+w)}}}.
Quand w est supérieur à -1, le facteur d'échelle tend vers 0 quand t tend vers 0. Il y a donc un Big Bang, et l'expansion se poursuit indéfiniment. À l'inverse, quand w est inférieur à -1, alors cette fois, le facteur d'échelle tend vers 0 quand t est négatif et tend vers l'infini, et il tend vers l'infini quand t tend vers 0. Dans ce cas, on a un univers existant de toute éternité, mais ayant une durée de vie finie dans le futur (voir ci-dessous).
Quand w est supérieur à -1, l'âge de l'univers s'écrit
{\displaystyle t_{0}={\frac {2}{3(1+w)}}{\frac {1}{H_{0}}}}.
Les valeurs de w égales à 0 et 1/3 redonnent bien sûr les résultats précédents. Quand w est égal à -1, on a un univers sans commencement ni fin, et ne présentant pas d'évolution. Quand w est inférieur à -1, on a un univers sans commencement, mais atteignant une singularité gravitationnelle dans un temps fini, bien que restant toujours en expansion. En effet, quand le facteur d'échelle tend vers l'infini, alors la densité d'énergie diverge, et ce en un temps fini : c'est le Big Rip (litt. « grande déchirure »). Le temps qu'il reste à l'univers avant cette singularité est donné par
{\displaystyle t_{f}={\frac {2}{3|1+w|}}{\frac {1}{H_{0}}}}.

## Solutions avec plusieurs espèces
Dans le cas où plusieurs espèces ou formes de matière emplissent l'Univers et participent notablement aux équations de Friedmann, il faut tenir compte de leurs équations d'état respective et de leur abondance relative. Dans le cas de deux espèces, par exemple, la première équation de Friedmann se réécrit
{\displaystyle 3\left({\frac {H^{2}}{c^{2}}}+{\frac {K}{a^{2}}}\right)={\frac {8\pi G}{c^{2}}}\left(\rho _{1}+\rho _{2}\right)}.
Si l'on appelle w1 et w2 les rapports de la pression à la densité d'énergie de chacune des deux espèces et qu'on les suppose constants au cours du temps, on peut réécrire cette équation à l'aide de diverses variables adimensionnées, sous la forme
{\displaystyle \left({\frac {{\rm {d}}x}{xH_{0}{\rm {d}}t}}\right)^{2}=\left[\Omega _{1}^{0}x^{-3(1+w_{1})}+\Omega _{2}^{0}x^{-3(1+w_{2})}\right]},
où l'on a défini, à partir d'un époque de référence notée avec l'indice ou l'exposant 0 la densité critique {\displaystyle \rho _{\rm {c}}^{0}} par
{\displaystyle \rho _{\rm {c}}^{0}={\frac {3c^{2}H_{0}^{2}}{8\pi G}}},
ainsi que les quantités sans dimension appelées paramètres de densité {\displaystyle \Omega _{i}^{0}} par
{\displaystyle \Omega _{i}^{0}={\frac {\rho _{i}^{0}}{\rho _{\rm {c}}^{0}}}},
et le facteur d'échelle normalisé, x, par {\displaystyle x=a/a_{0}}.
Cette expression se simplifie quand la densité totale égale la densité critique, ou, de façon équivalente quand la somme des paramètres de densité vaut 1. On a alors
{\displaystyle \left({\frac {{\rm {d}}x}{xH_{0}{\rm {d}}t}}\right)^{2}=\left[\Omega _{1}^{0}x^{-3(1+w_{1})}+\Omega _{2}^{0}x^{-3(1+w_{2})}\right]}.
Chacune de ces deux expressions se généralise à un nombre arbitraire de composantes. Des solutions exactes existent pour certaines valeurs des paramètres w1 et w2.
En particulier, dans le cadre du modèle standard de la cosmologie, l'Univers peut être décrit comme étant rempli de trois types d'espèce : de la matière relativiste (neutrinos et rayonnement), de la matière non relativiste (matière baryonique et matière noire), et de l'énergie noire, que l'on va ici approximer par une constante cosmologique. Les abondances relatives de ces espèces, qui varient avec le temps font qu'il n'arrive jamais qu'elles coexistent avec chacune des densités d'énergie significatives. À l'époque actuelle, on trouve essentiellement de l'énergie noire et de la matière non relativiste, alors qu'aux époques reculées, on trouvait de la matière relativiste et non relativiste, la constante cosmologique étant négligeable. Ceci vient du fait que les abondances de ces différents types de matière varient au cours du temps selon {\displaystyle 1/x^{3(1+w)}} : la densité d'énergie associée à la constante cosmologique reste constante, alors que celle de la matière relativiste ou non relativiste croît à mesure que l'on remonte vers le passé.

### Poussière et radiation
Quand on remonte vers le passé, les densités de matière non relativiste (« poussière ») ou relativiste (« radiation ») croissent comme x–3 et x–4 respectivement. On a donc
{\displaystyle \left({\frac {{\rm {d}}x}{xH_{0}{\rm {d}}t}}\right)^{2}=\left[{\frac {\Omega _{\rm {m}}^{0}}{x^{3}}}+{\frac {\Omega _{\rm {r}}^{0}}{x^{4}}}\right]},
avec 
{\displaystyle \Omega _{\rm {r}}^{0}=1-\Omega _{\rm {m}}^{0}}.
L'intégration donne
{\displaystyle {\frac {4\left(1-\Omega _{\rm {m}}^{0}\right)^{\frac {3}{2}}}{3\left(\Omega _{\rm {m}}^{0}\right)^{2}}}\left[1-{\sqrt {1+{\frac {\Omega _{\rm {m}}^{0}x}{1-\Omega _{\rm {m}}^{0}}}}}\left(1-{\frac {1}{2}}{\frac {\Omega _{\rm {m}}^{0}x}{1-\Omega _{\rm {m}}^{0}}}\right)\right]=H_{0}t}.
Selon la valeur de x par rapport à {\displaystyle {\frac {1-\Omega _{\rm {m}}^{0}}{\Omega _{\rm {m}}^{0}}}}, qui correspond à l'époque de transition où densité de matière relativiste et non relativiste sont égales, on retrouve deux régimes précédemment étudiés. Pour les valeurs de x petites, on obtient
{\displaystyle {\frac {1}{2}}x^{2}={\sqrt {\Omega _{\rm {r}}^{0}}}H_{0}t},
ce qui correspond au résultat pour l'univers de radiation trouvé ci-dessus, la valeur de H0 étant remplacée par {\displaystyle {\sqrt {\Omega _{\rm {r}}^{0}}}H_{0}}, correspond à la valeur qu'aurait la constante de Hubble en l'absence de matière non relativiste.
Dans l'autre régime, on trouve
{\displaystyle {\frac {2}{3}}x^{\frac {3}{2}}={\sqrt {\Omega _{\rm {m}}^{0}}}H_{0}t},
qui là encore redonne le résultat de l'univers de poussière à la correction sur la valeur de la constante de Hubble près.

### Poussière et constante cosmologique
Les seconds cas particuliers importants sont celui d'un univers dominé par de la matière non relativiste (wm = 0) et dont la constante cosmologique (wΛ = -1) devient dominante. C'est selon toute vraisemblance[réf. nécessaire] dans une situation similaire que se trouve notre Univers, l'accélération de l'expansion de l'univers attestant de l'existence d'une forme de matière se comportant de façon assez voisine à une constante cosmologique. Dans ce cas, l'intégration des équations de Friedmann donne, avec {\displaystyle \Omega _{\rm {m}}^{0}=1-\Omega _{\Lambda }^{0}},
{\displaystyle {\frac {a}{a_{0}}}=\left[{\sqrt {\frac {1-\Omega _{\Lambda }^{0}}{\Omega _{\Lambda }^{0}}}}\sinh \left({\frac {3{\sqrt {\Omega _{\Lambda }^{0}}}}{2}}H_{0}t\right)\right]^{\frac {2}{3}}}.
Pour les temps petits, on peut effectuer un développement limité qui redonne le comportement en {\displaystyle t^{\frac {2}{3}}} :
{\displaystyle {\frac {a}{a_{0}}}\sim \left[{\frac {3}{2}}{\sqrt {\Omega _{\rm {m}}^{0}}}H_{0}t\right]^{\frac {2}{3}}}.
On retrouve exactement la formule déjà obtenue pour un univers de poussière, à ceci près que c'est {\displaystyle {\sqrt {\Omega _{\rm {m}}^{0}}}H_{0}} qui apparaît au lieu de {\displaystyle H_{0}}. Ceci provient du fait qu'en l'absence de constante cosmologique, la constante de Hubble serait réduite d'un facteur {\displaystyle {\sqrt {\Omega _{\rm {m}}^{0}}}}. Le fait que l'on retrouve la formule de l'univers de poussière provient du fait qu'à ces époques, la constante cosmologique est négligeable par rapport à la densité de matière.
À l'inverse, pour les temps grands, on retrouve le comportement exponentiel du facteur d'échelle par rapport au temps :
{\displaystyle {\frac {a}{a_{0}}}\sim \left({\frac {1-\Omega _{\Lambda }^{0}}{4\Omega _{\Lambda }^{0}}}\right)^{\frac {1}{3}}\exp \left({\sqrt {\Omega _{\Lambda }^{0}}}H_{0}t\right)}.
Dans ce cas, la constante de Hubble tend effectivement vers la valeur asymptotique {\displaystyle {\sqrt {\Omega _{\Lambda }^{0}}}H_{0}} qui entre dans l'exposant. La transition entre ces deux régimes s'effectue au moment où l'argument du sinus hyperbolique est de l'ordre de 1. Quand cela se produit, la quantité {\displaystyle a/a_{0}} est de l'ordre de {\displaystyle \left[\left(1-\Omega _{\Lambda }^{0}\right)/\Omega _{\Lambda }^{0}\right]^{\frac {1}{3}}}. Cela correspond au moment où la densité d'énergie associée à la constante cosmologique devient de l'ordre de celle de la matière. Avant cette époque c'est celle de la matière qui domine, et l'on retrouve les résultats de l'univers de poussière, après cette époque, c'est la constante cosmologique qui domine, et l'on retrouve la dynamique de l'univers de de Sitter.
Un point intéressant est de calculer la relation entre âge de l'univers et temps de Hubble {\displaystyle 1/H_{0}}. On trouve ainsi
{\displaystyle t_{0}={\frac {1}{H_{0}}}{\frac {2}{3}}{\frac {1}{\sqrt {\Omega _{\Lambda }^{0}}}}\operatorname {arsinh} {\sqrt {\frac {\Omega _{\Lambda }^{0}}{1-\Omega _{\Lambda }^{0}}}}}.
Pour des valeurs petites de {\displaystyle \Omega _{\Lambda }^{0}}, on retrouve la valeur habituelle de {\displaystyle t_{0}=2/3H_{0}}, alors qu'à mesure que {\displaystyle \Omega _{\Lambda }^{0}} croît (en restant bien sûr inférieur à 1), l'âge de l'univers devient plus grand que le temps de Hubble.

## Autres écritures
Dans certains cas, on peut préférer exprimer les équations en fonction du facteur d'échelle et non du paramètre de Hubble. Il vient alors
{\displaystyle 3\left({\frac {1}{c^{2}}}{\frac {{\dot {a}}^{2}}{a^{2}}}+{\frac {K}{a^{2}}}\right)={\frac {8\pi G}{c^{2}}}\rho },
{\displaystyle -2{\frac {1}{c^{2}}}{\frac {\ddot {a}}{a}}-{\frac {1}{c^{2}}}{\frac {{\dot {a}}^{2}}{a^{2}}}-{\frac {K}{a^{2}}}={\frac {8\pi G}{c^{4}}}P}.
Le cas échéant, la seconde équation peut se réécrire en faisant disparaître le terme de courbure en utilisant la première, ce qui donne
{\displaystyle {\frac {\ddot {a}}{a}}=-{\frac {4\pi G}{3}}\left(\rho +{\frac {3P}{c^{2}}}\right)}.
Cette dernière forme, qui donne l'accélération relative de deux objets distants du fait de l'expansion de l'univers est un cas particulier de l'équation de Raychaudhuri (en) et pour cette raison parfois appelée ainsi. Plus généralement, toute écriture de la seconde équation de Friedmann faisant apparaître la dérivée seconde du facteur d'échelle (ou la dérivée première du taux d'expansion) peut être appelée ainsi.
Enfin, l'on peut également préférer extraire la constante cosmologique du contenu matériel de l'univers, lui donnant ainsi un rôle purement géométrique. Ce choix est aujourd'hui considéré comme peu opportun en cosmologie car la nature exacte de l'énergie noire est inconnue, mais correspond historiquement à celui d'Einstein et de Lemaître. On obtient alors, en considérant que la constante cosmologique est homogène à l'inverse du carré d'une longueur, 
{\displaystyle 3\left({\frac {1}{c^{2}}}{\frac {{\dot {a}}^{2}}{a^{2}}}+{\frac {K}{a^{2}}}\right)-\Lambda ={\frac {8\pi G}{c^{2}}}\rho },
{\displaystyle -2{\frac {1}{c^{2}}}{\frac {\ddot {a}}{a}}-{\frac {1}{c^{2}}}{\frac {{\dot {a}}^{2}}{a^{2}}}-{\frac {K}{a^{2}}}+\Lambda ={\frac {8\pi G}{c^{4}}}P}.
Les écritures ci-dessus utilisent le temps cosmique. Il est possible et parfois utile de lui substituer le temps conforme, η, défini par la formule
{\displaystyle a(\eta ){\rm {d}}\eta =c{\rm {d}}t\,}
ou encore 
{\displaystyle \eta (t_{0})=\int ^{t_{0}}c{\frac {{\rm {d}}t}{a(t)}}}
de sorte que l'élément de longueur devienne proportionnel à une métrique de Minkowski (on dit conformément minkowskien) :
{\displaystyle {\rm {d}}s^{2}=a^{2}(\eta )\left({\rm {d}}\eta ^{2}-\gamma _{ij}{\rm {d}}x^{i}{\rm {d}}x^{j}\right)}.
Dans ce cas, on peut définir un « paramètre de Hubble conforme » {\displaystyle {\mathcal {H}}} par
{\displaystyle {\mathcal {H}}={\frac {1}{a}}{\frac {{\rm {d}}a}{{\rm {d}}\eta }}}.
Une telle quantité n'a pas d'interprétation physique immédiate, mais permet la réécriture des équations de Friedmann en termes du temps conforme :
{\displaystyle 3\left({\mathcal {H}}^{2}+K\right)={\frac {8\pi G}{c^{2}}}a^{2}\rho },
{\displaystyle -2\partial _{\eta }{\mathcal {H}}-{\mathcal {H}}^{2}-K={\frac {8\pi G}{c^{4}}}a^{2}P}.
La résolution de ces équations suit sensiblement les mêmes étapes que dans les cas précédents. En particulier, on trouve les dépendances suivantes du facteur d'échelle par rapport au temps conforme :
- {\displaystyle a\propto \eta } dans un univers de radiation
- {\displaystyle a\propto \eta ^{2}} dans un univers de poussière
- {\displaystyle a\propto -\eta ^{-1}} avec une constante cosmologique
- {\displaystyle a\propto |\eta |^{\frac {2}{1+3w}}} avec une forme de matière dont l'équation d'état est {\displaystyle P=w\rho }.

À noter que η varie de 0 à {\displaystyle +\infty } selon une loi de puissance avec exposant positif tant que w est supérieur à -1/3, varie exponentiellement quand w vaut -1/3 et varie de {\displaystyle -\infty } à 0 selon une loi de puissance avec exposant négatif quand w est inférieur à -1/3.
L'intérêt de résoudre les équations de Friedmann en termes du temps conforme vient du fait que le concept d'horizon des particules et d'horizon des événements est très étroitement relié à la relation {\displaystyle a(\eta )}, et notamment à son comportement pour les plus petites et plus grandes valeurs de η. De plus, les concepts de distance angulaire et de distance de luminosité dépendent eux aussi directement de cette même relation.

## Interprétation
Les équations de Friedmann en présence de matière non relativiste peuvent se retrouver (de façon heuristique) par un raisonnement purement newtonien. On peut en effet considérer l'évolution d'une sphère de matière, dont on suppose la densité constante à tout instant. Cette hypothèse est inexacte en général, mais la faire permet de se placer dans une situation assez semblable à celle d'un univers homogène et isotrope. auquel cas, le taux d'expansion de la sphère est relié à sa densité par la même formule que la première équation de Friedmann.
La différence cruciale entre ces deux approches vient du rôle joué par la courbure K (dans le modèle relativiste) qui s'apparente dans le modèle newtonien à une constante d'intégration sans signification géométrique. En relativité générale elle détermine les propriétés géométriques de l'espace.

## Dérivation des équations de Friedmann
Les équations de Friedmann ne sont rien d'autre que l'écriture des équations d'Einstein décrivant un univers homogène et isotrope. Leur dérivation ne pose pas de difficulté particulière, et elles représentent même une des solutions analytiques exactes les plus simples parmi celles connues à ces équations.